# Diosma echinulata
Diosma echinulata är en vinruteväxtart som beskrevs av I. Williams. Diosma echinulata ingår i släktet Diosma och familjen vinruteväxter. Inga underarter finns listade i Catalogue of Life.